# Lijst van oorlogsmonumenten in Nissewaard
De Nederlandse gemeente Nissewaard heeft 6 oorlogsmonumenten. Hieronder een overzicht.
| Nr.                             | Object                                        | Herdachte groep | Ontwerper                                                                 | Onthulling       | Type            | Locatie                                   | Plaats                           | Coördinaten                   | Foto                           |
| ------------------------------- | --------------------------------------------- | --- | ------------------------------------------------------------------------- | ---------------- | --------------- | ----------------------------------------- | -------------------------------- | ----------------------------- | ------------------------------ |
| 44                              | De Spijkenisser brug                          | overig |                                                                           | 5 mei 1985       | plaquette       | Tramdijk, 3201 AV                         | Spijkenisse                      | 51° 51' 30" NB, 4° 20' 18" OL | De Spijkenisser brug           |
| 46                              | RAF-monument                                  | geallieerde militairen | Dhr. C.P. van Bokkem                                                      | 4 mei 1990       | beeld/sculptuur | Hekelingseweg, 3206 LA                    | Spijkenisse                      | 51° 49' 50" NB, 4° 20' 5" OL  | RAF-monument                   |
| 47                              | Monument voor de familie Levie                | vervolgden Nederland |                                                                           |                  | gedenksteen     | Voorstraat 14a, 3201 BB                   | Spijkenisse                      | 51° 51' 4" NB, 4° 19' 36" OL  | Monument voor de familie Levie |
| 53                              | Monument voor Jan Campert                     | verzet Nederland | Helen Ferdinand                                                           | 26 oktober 2002  | zuil            | Jan Campertkade, 3201 AE                  | Spijkenisse                      | 51° 51' 7" NB, 4° 19' 29" OL  | Monument voor Jan Campert      |
| 1332                            | Oorlogsmonument                               | militairen in dienst van het Ned. Kon. na 1945, militairen in dienst van het Ned. Kon. 1940-1945, burgerslachtoffers, vervolgden Nederland, verzet Nederland | ir. M.C.A. Meischke (pilaar), Pieter van Oostveen (herinrichting)         | 31 augustus 1953 | zuil            | Vredehofstraat 16, 3201 CV                | Spijkenisse                      | 51° 50' 54" NB, 4° 19' 19" OL | Oorlogsmonument                |
| Dit oorlogsmonument op Wikidata | Hond Max                                      | Vervolgden Nederland | Tineke Nusink                                                             | 28 oktober 2022  | beeld           | Voorstraat 14a, Spijkenisse, 3201 BB      | Spijkenisse                      | 51° 51' 4" NB, 4° 19' 36" OL  | Hond Max                       |
| 1906                            | Oorlogsmonument                               | algemeen | Instituut Stad en Landschap van Zuid-Holland                              | 4 mei 1955       | zuil            | Kerkstraat, 3214 AJ                       | Zuidland                         | 51° 49' 19" NB, 4° 15' 38" OL | Meer afbeeldingen              |
| Dit oorlogsmonument op Wikidata | Stolpersteine                                 | Vervolgden Nederland | Gunter Demnig                                                             |                  | reliëf          | Zie Lijst van Stolpersteine in Nissewaard | Spijkenisse, Zuidland, Heenvliet |                               | Meer afbeeldingen              |
| 4588                            | Oorlogsmonument bij voetbalvereniging GHVV’13 | burgerslachtoffers | Mattias Boon                                                              | 27 augustus 1946 | zuil            | Guldelandseweg 2, 3211BW                  | Geervliet                        |                               |                                |
|                                 | Oorlogsmonument                               | Volbrecht van den Berg, Pieter Bijl en Kommer Leendert de Gruijter, slachtoffers Arbeitseinzatz                                                              | Steenhouwer Mattias Boon, naar foto's van het originele monument uit 1946 | 4 mei 2023       | zuil            | Guldelandseweg 2, 3211 BW                 | Geervliet                        |                               |                                |

Alblasserdam ·
Albrandswaard ·
Alphen aan den Rijn ·
Barendrecht ·
Bodegraven-Reeuwijk ·
Capelle aan den IJssel ·
Delft ·
Den Haag ·
Dordrecht ·
Goeree-Overflakkee ·
Gorinchem ·
Gouda ·
Hardinxveld-Giessendam ·
Hendrik-Ido-Ambacht ·
Hillegom ·
Hoeksche Waard ·
Kaag en Braassem ·
Katwijk ·
Krimpen aan den IJssel ·
Krimpenerwaard ·
Lansingerland ·
Leiden ·
Leiderdorp ·
Leidschendam-Voorburg ·
Lisse ·
Maassluis ·
Midden-Delfland ·
Molenlanden ·
Nieuwkoop ·
Nissewaard ·
Noordwijk ·
Oegstgeest ·
Papendrecht ·
Pijnacker-Nootdorp ·
Ridderkerk ·
Rijswijk ·
Rotterdam ·
Schiedam ·
Sliedrecht ·
Teylingen ·
Vlaardingen ·
Voorne aan Zee ·
Voorschoten ·
Waddinxveen ·
Wassenaar ·
Westland ·
Zoetermeer ·
Zoeterwoude ·
Zuidplas ·
Zwijndrecht